# كتلة ثديية
نُتُوءات أو كُتَل الثَّدي (بالإنجليزية: Breast lump) هي تورُّمات موضعية في الثدي مختلفة عن أنسجة الثدي المحيطة. وهي عَرَض/علامة لمجموعة متنوعة من الحالات. يؤدي ما يقرب من 10% من كتل الثدي في نهاية المطاف إلى تشخيص سرطان الثدي، لذا من المهم للنساء عند اكتشاف كتل في الثدي تَلقِّي الفحص المناسب.

## أنواع كُتَل الثَّدي
| النتيجة                         | النسبة المئوية من المجموع |
| ------------------------------- | ------------------------- |
| مرض الثدي الكيسي الليفي         | 40%                       |
| لا يوجد مرض                     | 30%                       |
| ورم غدي ليفي                    | 7%                        |
| أورام أخرى، وتنسُّج حميد في الثدي | 13%                       |
| سرطان الثدي                     | 10%                       |

### كُتَل الكيسات والخُرّاجات
كيسة الثدي هي حوصلة غير سرطانية، مملوءة بسائل في الثدي. ويكون ملمسها سلس أو مطاطي تحت الجلد ويمكن أن تكون مؤلمة جدًا أو لا تسبب أي ألم على الإطلاق. تنتج الكيسات عن الهرمونات التي تتحكم في الدورة الشهرية ونادرة في النساء الأكبر سنًا من 50 سنة.
الكيس دهني هو كيس أو حوصلة مغلقة تحت الجلد غير سرطانية، يسببها انسداد القنوات في موقع بصيلات الشعر. ويمكن أن يسبب هرمون محفز أو رضة زيادة حجمهم ولكن إذا لم توجد أعراض فلا يكون العلاج الطبي مطلوبًا.
خراجات الثدي هي تجمع العدوى غير السرطاني داخل الثدي. يمكن أن تكون مؤلمة وتسبب احمرار جلد الثدي أو الشعور بالحرارة أو الصلابة. خراجات الثدي هي الأكثر شيوعًا في النساء اللاتي تُرضِعن طبيعيًا.

### الزوائد
الأورام الغدية هي تكاثر غير طبيعي وغير سرطاني للأنسجة الغدية في الثدي. يحدث الشكل الأكثر شيوعًا من هذه الأورام، الورم الغدي الليفي في أغلب الأحيان في النساء الذين تتراوح أعمارهم بين 15 و30، وفي النساء المنحدرات من أصل أفريقي. وعادة مايكون ملمسها صلد ودائري وذات حدود ناعمة. لا تتعلق الأورام الغدية بسرطان الثدي.
الأورم الحليمية داخل القنوات الثديية هي أورام مثل البثرة في قنوات الثدي. غالبًا ماتُحسّ هذه الكتل فقط تحت الحلمة، ويمكن أن تسبب إفرازات دموية منها. قد يكون لدى المرأة القريبة من سن اليأس ورم واحد فقط، في حين أن النساء الأصغر سنًا أكثر عرضة للزوائد المتعددة في أحد أو كلا الثديين.
عادةً ما يكون سرطان الثدي كتلة صلبة أو صلدة غير منتظمة الشكل، قد تكون متصلة بالجلد أو الأنسجة العميقة داخل الثدي. نادرًا مايكون سرطان الثدي مؤلمًا، ويمكن أن يحدث في أي مكان في الثدي أو الحلمة.

### الكتل الدهنية
نخر الدهون هو حالة طبيعية تصبح فيها الدهون كتل دائرية في خلايا الثدي. يمكن أن تشمل الأعراض الألم، والشعور بها صلدة، واحمرار، و/أو كدمات. عادةً ما يُشفى نخر الدهون بدون علاج ولكن يمكن أن يشكل ندوب دائمة التي قد تظهر كشذوذ في صورة الثدي الشعاعية.
الورم الشحمي هو كتلة غر سرطانية من الأنسجة الدهنية ناعمة الملمس، عادة ما تكون متحركة، وغير مؤلمة.

### الأسباب الأخرى للتورم
قد تكون الأورام الدموية في الثدي إحدى أنواع الكتل في الثدي. فهي من المضاعفات الشائعة في جراحة الثدي أو إصابته، ونادرًا ماتحدث بشكل عفوي في المرضى الذين يعانون من تجلط الدم.

## التشخيص
كثيرًا ما تُكتشَف كتل الثدي أثناء الفحص الذاتي للثدي أو أثناء الفحص الروتيني. عند ملاحظة كتلة غير عادية في الثدي، يكون أفضل مسار للعمل هو جدولة الفحص مع الطبيب الذي لتشخيص نوع كتلة الثدي ووضع إستراتيجية العلاج.
يجب على المرضى التأكد من الاحتفاظ بالسجلات الطبية لأية أمراض متعلقة بالثدي، لأن ذلك يسهل التشخيص في حالة تكرار الحالة أو المتابعة.

## العلاج
تختلف علاجات كتل الثدي تبْعًا لنوع الكتلة. حيث تتطلب خراجات الثدي والكيسات نزحها للعلاج، في حين أن أفضل علاج للخراجات الدهنية والكتل الدهنية يكون عن طريق الإزالة الجراحية.

### علاجالورم الغدي الليفي
هناك العديد من خيارات العلاج الموجودة حاليا للأورام الليفية: «الانتظار والمراقبة»، الجراحة المفتوحة والبدائل الجراحية.
- «الانتظار والمراقبة» أمر شائع للأورام الليفية الصغيرة جدًا ويتضمن الفحوصات الروتينية مع الطبيب كل 6-12 شهر.
- تاريخيًا؛ كانت الجراحة المفتوحة هي الطريقة الأكثر شيوعًا لإزالة الأورام الليفية الكبيرة، ولكن لها العديد من العيوب. فغالبًا ما تتطلب التخدير العام والبقاء لمدة يوم في المستشفى، ويمكن أن تترك ندبات كبيرة في موقع الشق.
- تشمل البدائل الجراحية الأقل جورًا تقنيات إزالة الخزعة والاستئصال الجراحي بالبرد. تتم إزالة الخزعة عن طريق استخدام جهاز أخذ العينة ذو الإفراغ لإزالة الورم الغدي الليفي شيئًا فشيء. يمكن أن يكون هذا الإجراء فعالًا ولكن في كثير من الأحيان لا يزيل الورم الليفي كاملًا، مما أدى إلى إمكانية إعادة نموه. في الاستئصال الجراحي بالتبريد، يتم إدخال مِسبار موجَّه بالموجات فوق الصوتية في الورم الليفي من خلال شق صغير في الثدي. ثم تُستخدَم درجات حرارة منخفضة للغاية لتجميد الورم، والذي يموت في النهاية ويُعاد امتصاصه في الجسم.

## وصلات خارجية
- WebMD - Breast Lump Overview نسخة محفوظة 14 فبراير 2014 على موقع واي باك مشين.
- BreastLumpInfo.com
- Cryoablation in the News